# عصمت‌آباد (فهرج)
عصمت‌آباد، روستایی در دهستان فهرج بخش مرکزی شهرستان فهرج در استان کرمان ایران است.

## جمعیت
بر پایه سرشماری عمومی نفوس و مسکن در سال ۱۳۹۵، جمعیت این روستا برابر با ۱۰۴ نفر (۳۶ خانوار) بوده‌است.